# 122-я бригада эскадренных миноносцев
122-я бригада эскадренных миноносцев (сокращённо 122-я БЭМ) — соединение Северного флота ВМФ СССР. Бригада входила в состав 20-й дивизии эсминцев. Расформирована.

## Известные командиры соединения
- С декабря 1951 по март 1952 года — контр-адмирал (с 3 августа 1953) Карпенко, Фёдор Ильич[1];
- С марта 1952 по апрель 1953 — Мачинский, Олег Макарович[2].